# Црногорци у Републици Српској
Етнички Црногорци у Републици Српској су држављани Републике Српске који се у етничком смислу изјашњавају као припадници црногорског народа. Према резултатима пописа становништва из 2013. године, које је објавио Републички завод за статистику, на подручју Републике Српске живи 1116 етничких Црногораца. Највећи део живи у градовима, као што су Бањалука и Требиње. Етнички Црногорци су једна од седамнаест службено признатих националних мањина у Републици Српској, а њихове интересе заступају представници у Савјету националних мањина и Савезу националних мањина.
Етничке Црногорце у Републици Српској, који се сматрају посебном нацијом у односу на Србе, не треба мијешати са оним Србима у Републици Српској који су поријеклом са подручја Црне Горе (завичајни Црногорци).

## Историја
На просторима данашње Републике Српске, етнички Црногорци су први пут званично исказани као посебна национална категорија у време пописа становништва из 1948. године и од тада се појављују у свим наредним пописима становништва. Њихов број је знатно варирао, у складу са демографским кретањима. Највећи број етничких Црногораца се на територију данашње Републике Српске доселио у вријеме бивше СФРЈ, заједно са осталим досељеницима са подручја Црне Горе, који су у Босну и Херцеговину долазили у потрази за образовањем, послом и бољим условима живота. Најчешће су се настањивали у источним дјеловима данашње Републике Српске, односно на подручју данашњег града Требиње и општина Билећа, Гацко, Невесиње, Љубиње, Фоча и Чајниче, док се одређен број настанио и на подручју града Бања Луке. Према попису становништва из 1991. године, етнички Црногорци су по бројности били четврта народност (иза Муслимана, Срба и Хрвата) на територији цијеле Босне и Херцеговине, а самим тим и територије која данас припада Републици Српској.
Етнички Црногорци су у Републици Српској постали национална мањина након распада бивше Југославије и настанка нових држава на простору некадашње заједничке државе. Према резултатима пописа становништва из 2013. године, етнички Црногорци су трећа по бројности (1116) национална мањина у Републици Српској, иза Украјинаца (2197) и Рома (1974). Најприсутнији су у регији Херцеговине, гдје насељавају скоро све градове.

## Религија
Етнички Црногорци у Републици Српској, као и већина њихових сународника у матичној држви и широм свијета, православне су вјероисповијести. Етнички Црногорци православне вјероисповијести на подручју Републике Српске припадају Српској православној цркви.

## Удружења
У Републици Српској постоји већи број удружења која окупљају етничке Црногорце, као и поштоваоце црногорске историје и културе. Ова удружења сарађују са локалним и државним органима Републике Српске, а многа од њих такође сарађују и са одговарајућим службама Црне Горе, првенствено са онима које су надлежне за црногорску дијаспору. У Републици Српској дјелују сљедећа удружења етничких Црногораца:
- Удружење Црногораца у Републици Српској "Његош" Бања Лука,[7]
- Удружење Црногораца "Његош" Добој,[8]
- Удружење Црногораца у Херцеговини "Вук Мићуновић" Требиње,[9]
- Удружење Црногораца и пријатеља "Луча" Градишка,[10]
- Завичајно удружење Црногораца у Херцеговини "Петар Петровић Његош" Требиње,[11]
- Удружење Црногораца и пријатеља Црне Горе "Ловћен" Бања Лука,[12]

Удружења своје активности обављају у сарадњи са савезима националних мањина на регионалном и републичком нивоу. У Републици Српској се сваке године, одржавају Дани црногорске културе, гдје се Црна Гора представља Републици Српској, кроз своју историју, културу и умјетност.
Завичајно удружење етничких Црногораца у Херцеговини "Петар Петровић Његош" (Требиње) је током фебруара мјесеца 2016. године у Требињу, организовало Вече Даниловграда. У јуну мјесецу 2015. године Удружење „Луча“ из Градишке је узело учешће на годишњој Скупштини Европске дијаспоре Црне Горе одржаној у Подгорици. На Скупштини је учествовало тридест и једно удружење Црногораца из Европе и једно Удружење Црногораца из Аустралије као гост. У оквиру пројекта "Поштовање права црногорске националне мањине", у Требињу је током априла 2017. године одржан округли сто о положају етничких Црногораца у најјужнијем граду Српске, те промовисана црногорска традиционална јела. Овај пројекат је спровело најмасовније удружење етничких Црногораца у Републици Српској, „Вук Мићуновић“ са сједиштем у Требињу и пет подружница у Требињу, Билећи, Гацку, Фочи и Чајничу.

## Распрострањеност
По попису становништва 2013. у Босни и Херцеговини, а према подацима које је издао Републички завод за статистику, и који су једини валидни за Републику Српску, у Републици Српској је живјело 1.116 етничких Црногораца. Спадају у ред најбројнијих мањинских народа у Републици Српској, и једни су од три народа чији број износи више од хиљаду припадника. Црногорци настањују сљедеће општине и градове:
| Црногорци, по општинама и градовима, према попису становништва 2013. у Републици Српској |        |
| јединица локалне самоуправе                                                              | укупно |
| укупно                                                                                   | 1.116  |
| Бања Лука                                                                                | 323    |
| Бијељина                                                                                 | 36     |
| Билећа                                                                                   | 53     |
| Братунац                                                                                 | 12     |
| Брод                                                                                     | 2      |
| Вишеград                                                                                 | 5      |
| Власеница                                                                                | 1      |
| Гацко                                                                                    | 26     |
| Градишка                                                                                 | 28     |
| Дервента                                                                                 | 3      |
| Добој                                                                                    | 48     |
| Зворник                                                                                  | 8      |
| Источна Илиџа                                                                            | 10     |
| Источно Ново Сарајево                                                                    | 19     |
| Калиновик                                                                                | 6      |
| Кнежево                                                                                  | 4      |
| Козарска Дубица                                                                          | 16     |
| Костајница                                                                               | 2      |
| Котор Варош                                                                              | 12     |
| Лакташи                                                                                  | 16     |
| Лопаре                                                                                   | 3      |
| Љубиње                                                                                   | 5      |
| Милићи                                                                                   | 2      |
| Модрича                                                                                  | 17     |
| Мркоњић Град                                                                             | 5      |
| Невесиње                                                                                 | 3      |
| Нови Град                                                                                | 10     |
| Ново Горажде                                                                             | 1      |
| Оштра Лука                                                                               | 1      |
| Пале                                                                                     | 19     |
| Петровац                                                                                 | 1      |
| Петрово                                                                                  | 1      |
| Приједор                                                                                 | 36     |
| Прњавор                                                                                  | 20     |
| Рогатица                                                                                 | 4      |
| Рудо                                                                                     | 5      |
| Соколац                                                                                  | 6      |
| Србац                                                                                    | 9      |
| Сребреница                                                                               | 2      |
| Теслић                                                                                   | 11     |
| Требиње                                                                                  | 214    |
| Трново                                                                                   | 3      |
| Угљевик                                                                                  | 4      |
| Фоча                                                                                     | 75     |
| Хан Пијесак                                                                              | 1      |
| Чајниче                                                                                  | 9      |
| Челинац                                                                                  | 5      |
| Шамац                                                                                    | 9      |
| Шековићи                                                                                 | 1      |
| Шипово                                                                                   | 4      |

## Значајне личности
- Игор Радојичић, градоначелник Бања Луке, изабран на локалним изборима 2016. године.[18]
- Милоје Делетић, делегат у трећем сазиву Вијећа народа Републике Српске из реда осталих народа.
- Раденко Рикић, делегат у четвртом сазиву Вијећа народа Републике Српске из реда осталих народа.
- Драгослав Медојевић, глумац Народног Позоришта Републике Срспске и актуелни предсједник Удружења Црногораца „Његош” Републике Српске.[19]
- Дејан Арсић, филмски и ТВ режисер.
- Милован Дробњак, тренер Кик-Бокс репрезентације БиХ.
- Антонио Поповић, новинар РТРС и рок музичар.